# Yoboué Konan
Yoboué Konan (1942 – 2005) est un footballeur international ivoirien.
Il participe à la Coupe d'Afrique des nations 1970 avec la Côte d'Ivoire.

## Palmarès
- 4e de la Coupe d'Afrique des nations 1970 avec la Côte d'Ivoire
- Champion de Côte d'Ivoire en 1973, 1974 et 1975 avec l'ASEC Mimosas
- Vainqueur de la Coupe de Côte d'Ivoire en 1962 avec l'ASEC Mimosas